# La principessa del circo
La principessa del circo (Die Zirkusprinzessin) è un film muto del 1929 diretto da Victor Janson.

## Produzione
Il film fu prodotto dalla Aafa-Film AG.

## Distribuzione
Distribuito dalla Aafa-Film AG, il film - che ottenne il visto di censura il 22 dicembre 1928 - fu presentato a Berlino l'8 marzo 1929. In Italia, con il visto di censura numero 25624, venne distribuito nel 1930 dall'AAFA con il titolo La principessa del circo in una versione di 2.341 metri.